# Oie (constellation)
Pour les articles homonymes, voir Oie (homonymie).
L'Oie (en latin Anser) est une ancienne constellation située dans le Petit Renard. Elle fut créée en 1690 par Hevelius.